# Elisabeth Högberg
Elisabeth Birgitta Högberg, née le 7 novembre 1986 à Jädraås, est une biathlète suédoise.

## Carrière
Après des débuts en junior en 2005, Bettan Högberg commence sa carrière en Coupe du monde en novembre 2007, puis obtient son premier podium le mois suivant dans un relais à Hochfilzen. En janvier 2010, elle gagne avec ses coéquipières le relais de Ruhpolding. Le mois suivant, elle participe aux Jeux olympiques de Vancouver, où après avoir seulement disputé l'individuel elle obtient la cinquième place sur le relais avec l'équipe de Suède. Au début de la saison 2014-2015, elle signe son premier top 10 individuel en Coupe du monde en se classant huitième de l'individuel d'Östersund.
Elle prend part à ses deuxièmes jeux olympiques en 2018 à Pyeongchang, où elle se classe 35e du sprint et 29e de la poursuite.
En 2018-2019, elle obtient son meilleur classement général dans la Coupe du monde avec le 42e rang.
L'hiver suivant, elle effectue la majeure partie de la saison sur le circuit inférieur de l'IBU Cup. Elle y remporte six victoires, dont le titre de championne d'Europe du sprint à Minsk, et gagne le classement général de l'IBU Cup 2019-2020.
La saison 2021-2022, au cours de laquelle elle n'a pas une seule fois la possibilité de participer à la Coupe du monde, est la dernière de sa carrière. Elle s'illustre cependant encore une fois en IBU Cup, remportant sa dernière victoire en décembre 2021 à Obertilliach (individuel) puis terminant à la troisième place du classement général après deux derniers podiums (sprint et relais mixte) lors de l'étape finale à Ridnaun en mars 2022.

## Palmarès

### Jeux olympiques d'hiver
| Épreuve / Édition                | Individuel | Sprint | Poursuite | Mass start | Relais | Relais mixte |
| Jeux olympiques 2014 Sotchi      | 77e        | -      | -         | -          | 5e     | -            |
| Jeux olympiques 2018 Pyeongchang | -          | 35e    | 29e       | -          | -      | -            |

Légende :
- - : Non disputée par Högberg

### Championnats du monde
| Épreuve / Édition               | Östersund 2008 | Pyeongchang 2009 | Ruhpolding 2012 | Nove Mesto 2013 | Kontiolahti 2015 |
| Individuel 20 km                | 36e            | -                | 75e             | 56e             | 81e              |
| Sprint 10 km                    | -              | 91e              | -               | 21e             | 51e              |
| Poursuite 12,5 km               | -              | -                | -               | 44e             | 45e              |
| Mass start 15 km                | -              | -                | -               | -               | -                |
| Relais 4 × 6 km                 | 8e             | -                | -               | 15e             | 9e               |
| Relais 2 × 6 + 2 × 7,5 km mixte | -              | -                | -               | -               | 16e              |

### Coupe du monde
- Meilleur classement général : 42e en 2019.
- Meilleur résultat individuel : 8e.
- 4 podiums en relais : 1 victoire et 3 troisièmes places.

#### Classements par saison
| Saison    | Classement général final | Individuel | Sprint | Poursuite | Mass start |
| 2007-2008 | nc                       | nc         | nc     | nc        |            |
| 2008-2009 | nc                       | nc         | nc     | nc        |            |
| 2009-2010 | 89e                      | nc         | nc     | 62e       |            |
| 2010-2011 | 66e                      | nc         | 59e    | 65e       |            |
| 2011-2012 | 73e                      | 66e        | 66e    | 69e       |            |
| 2012-2013 | 68e                      | 41e        | 69e    | 78e       |            |
| 2013-2014 | 67e                      | 52e        | 74e    | 66e       |            |
| 2014-2015 | 57e                      | 27e        | 62e    | 55e       |            |
| 2015-2016 | 61e                      | nc         | 63e    | 44e       |            |
| 2016-2017 | 93e                      |            | 80e    | 81e       |            |
| 2017-2018 | 64e                      | nc         | 53e    | 76e       |            |
| 2018-2019 | 42e                      | nc         | 43e    | 36e       | 40e        |
| 2019-2020 | 88e                      | 61e        | nc     | nc        |            |
| 2020-2021 | nc                       | nc         | nc     |           |            |

### Championnats d'Europe
- Médaille d'or du sprint en 2020.
- Médaille de bronze de la poursuite en 2020.

### IBU Cup
- Vainqueur du classement général en 2020.
- 16 podiums individuels, dont 9 victoires.

Palmarès à l'issue de la saison 2021-2022